# ロウズ

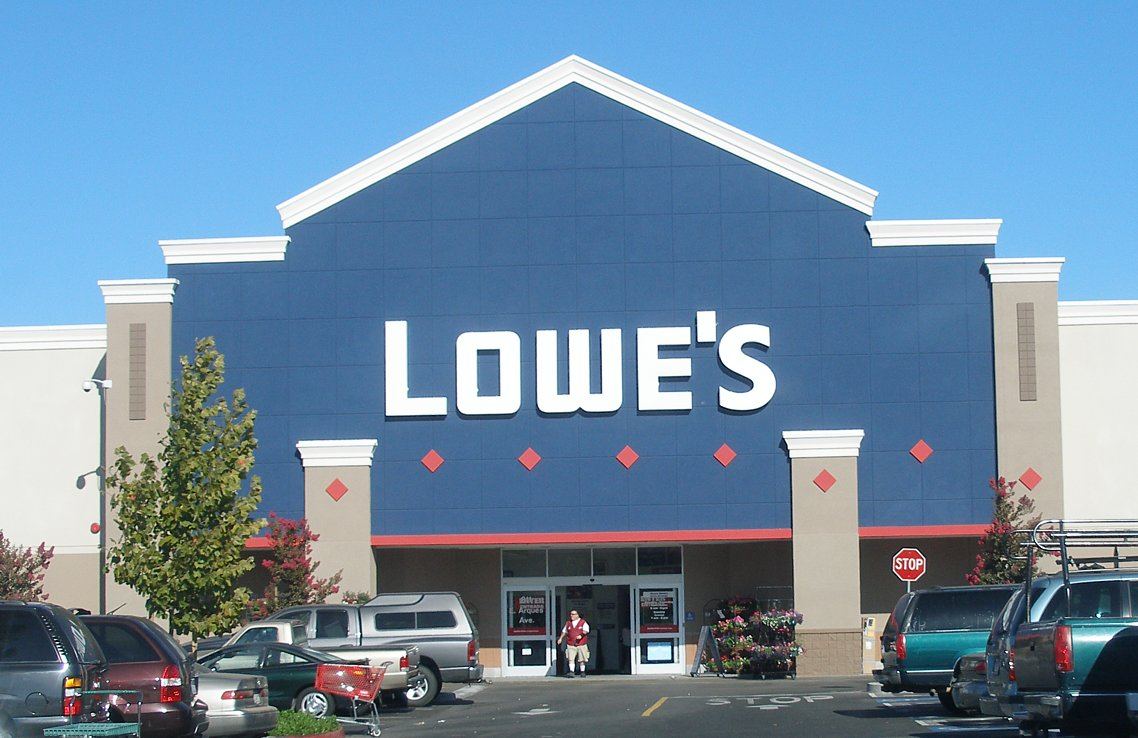
ロウズの店舗

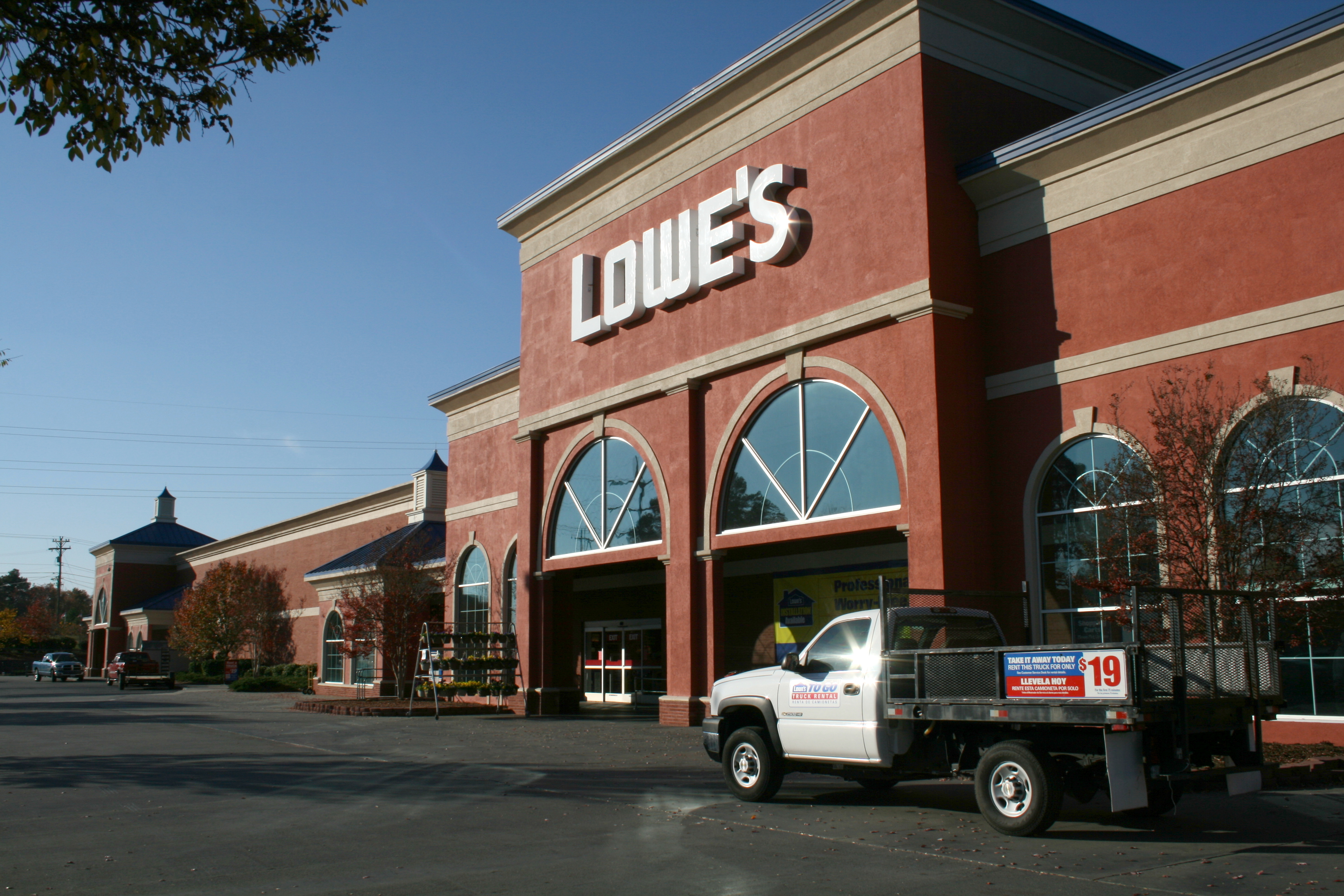
ロウズの店舗（ノースカロライナ州チャペルヒル）

ロウズ・カンパニー (Lowe's Companies, Inc.、NYSE: LOW）は、アメリカ合衆国の住宅リフォーム・生活家電チェーンである。

## 概要
1946年にノースカロライナ州ノースウィルクスボロで設立され、今では米国各州とカナダにある1,615店舗に週1,400万人の顧客が訪れる。
バーモント州サウスバーリントンへの出店により、全米50州への出店を果たした。2007年のオンタリオ州ハミルトンへの出店を皮切りにカナダへも展開している。ロウズ・カンパニーはフォーチュン500社中48位である 。
2008年現在、ノースカロライナ州シャーロットのアップタウンから北へ約30分のムーアズビルに本社を置いている。ロウズは米国で2番目に大きなハードウェア・チェーンである（1位はホーム・デポ、3位はメナーズ）。

## 沿革
ルシアス・S・ロウ（Lucius S. Lowe）は1921年にノースカロライナ州ノースウィルクスボロにロウズ・ノースウィルクスボロ・ハードウェア（Lowe's North Wilkesboro Hardware）を開いた。1940年にルシアスが亡くなると、そのビジネスは彼の娘ルース（Ruth）に引き継がれたが、同年、彼女は会社を兄弟のジム（Jim）に売却した。ジム・ロウとルースの夫カール・バカン（Carl Buchan）はともに第二次世界停戦に従事し、戦争中、店はルースと彼女の母親によって営業された。1943年、ジムはけがで除隊したカールをパートナーとして雇い入れた。
バカンの経営の下、店はハードウェアと建築資材にフォーカスした。それ以前は日用雑貨、衣類、馬具、かぎたばこ、食料品などを販売していた。1949年にはノースカロライナ州スパルタにある店舗を2番目の店として購入した。
カール・バカンとジムは新分野への業務多角化に関して対立、1952年に分かれた。バカンはハードウェアと建築用品ビジネスをとり、ロウは2人が経営していた他のジョイント・ベンチャー（1つのカー・ディーラを含む）をとった。バカンはロウズの唯一のオーナーとなった。
バカンは1955年までにノースカロライナ州のアシュビル、シャーロット、そしてダーラムへと急速に出店を続けた。1950年代を通して、さらに多くの店をオープンした。
1960年、カール・バカンは心臓発作により44歳で死去した。1961年にはロバート・ストリックランド（Robert Strickland）とレオナルド・ハーリング（Leonard Herring）を含む5人の経営陣は会社を公開した。1962年までにロウズは21店舗をオープン、3,200万米ドルの年間収入をあげた。
ロウズはアメリカ南東部への展開を続けた。
1980年代に入ると、新しいビッグ・ボックス（文字通り大きな箱で売る量販店）形態のチェーン、ホーム・デポとの競合増加に苦しむこととなった。ロウズの経営陣は多くのロウズがある小さな町では巨大な店舗は支持されないと信じていたため、しばらくの間、ロウズはビッグ・ボックス形態をとらなかった。しかし結局、ロウズは生き残りのためにビッグ・ボックス形態の店を出すことになった。今日では、小さな市場でのいくつかの旧来型店舗を除き、ロウズのほとんどの店舗はビッグ・ボックス形態となっている。
1999年のイーグル・ハードウェア・アンド・ガーデン（Eagle Hardware & Garden）買収も手伝いロウズは米国全土で成長、今では北米で2番目に大きな住宅リフォーム・チェーンとなり、南オンタリオ地域を手始めに米国外への出店も開始した。米国以外の最初の店舗はオンタリオ州ハミルトンのバートン・ストリート+ウッドワード・アベニューにあった。